# Nagy Éva (énekes)
Nagy Éva (Pestszenterzsébet, 1947–48. – 2021. március 19. vagy előtte) magyar táncdalénekesnő.

## Életrajz
Sátoraljaújhelyen majd Budapesten élt. 1967-ben, a második eszperantó táncdalfesztiválon tűnt fel, amit a Kötöznivaló bolond az én szívem című dallal nyert meg. A dal eredeti előadója Kovács Kati volt. (Érdekesség, hogy az előző évben megrendezett első fesztivál győztese Máté Péter volt.)
Az 1968-as Táncdalfesztiválon az Ez az utolsó randevúnk című számmal indult, a Liversing zenekar kísérte. A dal eredetileg keringőstílusban hangszerelve Bencze Márta énekesnőé lett volna, de ő nem fogadta el. Bár a döntőbe nem jutott be, dekoratív megjelenése miatt ő kapta a széria legtöbb férfiszavazatát.
A hetvenes években több fesztiválon is szerepelt. A beatzenével 1976-ban hagyott fel amikor a Tessék választani!-n egy Dobsa–Bradányi-dalt szerzeményt, a Semmit sem értek én címűt énekelte. Ezután gyerekeknek énekelt, utoljára 54 éves korában lépett fel.

## Kislemezei
- Ez az utolsó randevúnk (kíséri a Liversing együttes, Qualiton SP 530, 1968, másik oldal – Illés: Amikor én még kis srác voltam)
- Gyere, gyere hát (Qualiton, 1969, másik oldal – Szécsi Pál: Rongyos lett a lámpaernyő)
- Zúgva sírnak a fák (Qualiton, 1970, másik oldal – Váry Duett: Álmodozás)

## Családja
Kétszer volt férjnél, egy fia született.